# جورجو فورلان
جورجو فورلان (ایتالیایی: Giorgio Furlan؛ زادهٔ ۹ مارس ۱۹۶۶) دوچرخه‌سوار اهل ایتالیا است. وی در مسابقات جیرو دیتالیا شرکت کرده‌است.